# Kaliforniai lopódarázs
A kaliforniai lopódarázs (Chalybion californicum) a rovarok osztályának hártyásszárnyúak (Hymenoptera) rendjébe, ezen belül a kaparódarazsak (Sphecidae) családjába tartozó faj.

## Előfordulása
A faj alapvetően Észak-Amerikában őshonos, ahol főleg az Amerikai Egyesült Államokban, valamint Mexikó északi részétől egészen Dél-Kanadáig terjedő területen megfigyelhető. Leginkább az Egyesült Államok Michigan tagállámának környékén található meg. Eredeti élőhelyéről már elkerült a Hawaii-szigetekre, a Bermuda-szigetekre és Peruba is.
Első európai előfordulását Horvátországban figyelték meg, majd pedig Olaszország északi részén is azonosították. Magyarországi jelenléte valószínűleg a szomszédos Horvátországban élő populáció terjeszkedésének köszönhető.

## Megjelenése
Teste fémesen kék árnyalatú, kékeszöld vagy feketés is lehet. A 9-13 milliméter méretű hímek lényegesen kisebbek a 20-23 milliméter közötti nőstényeknél. A potrohnyél kifejezetten rövid és karcsú, a szárnyak sötét árnyalatúak.
A lárva 1 hüvelyk hosszú, krémszínű, lábatlan és megjelenése csontkukacra hasonlít.

## Életmódja

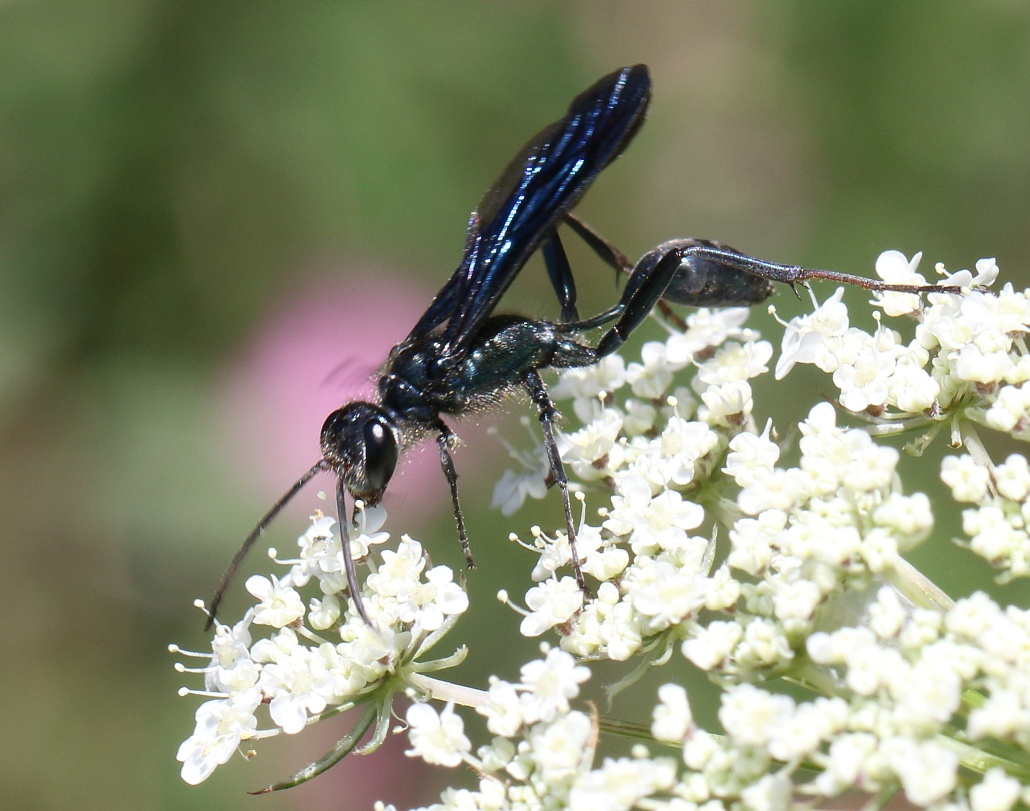
Vadmurok virágzatán

Növények nektárjával táplálkozik és néhány vadvirág, mint a sóskaborbolya és a vadmurok beporzó rovara. A kifejlett nőstények keresztespókféléket és törpepókféléket (így gyakran fekete özvegyfajokat is) fognak el, amik fehérjedús élelemként szolgálnak a fejlődő lárvák számára. A pókokat vagy saját hálójukban kapják el, vagy kicsalogatva az óvóhelyükről ejtik őket zsákmányul. Ezután fullánkjukkal mozgásképtelenné teszik a pókokat, hogy előkészítsék a lárváknak. A faj nem számít agresszívnek és csak akkor használja fullánkját, ha arra kényszerítik.
Nyár folyamán a nőstények gyakran foglalják el más sárfészket építő darazsak vagy méhek, leginkább a feketenyelű lopódarázs fészkét. Fészkük gyakran láthatóak épületek vagy hidak árnyékos részein. A nőstények vizet hordanak a lezárt fészekhez, hogy megpuhítsák annak sárfalait, és nyílást vágjanak a sejtekbe. A résen keresztül a nőstény eltávolítja a nem kívánt faj petéjét a neki betárazott pókokkal együtt. Az üres sejtet frissen hozott megbénított pókokkal tölti fel újra, s lerakja saját petéjét az egyikre, majd ismét lezárja a nyílást. Az utód a sejtben elfogyasztja a neki szánt pókokat, majd egy vékony selyemgubóban bábozódik be. A telet a fészekben tölti, s a következő tavasszal kifejlett rovarként bújik elő. A fajnak egy évben több nemzedéke is lehet.
Magányos életmódot folytató faj, a nőstények egyedül alakítják ki és gondozzák a fészküket. Azonban megfigyelték, hogy mindkét nem egyedei csoportokban gyülekeznek alacsony fényviszonyok között, például éjszaka vagy felhős nappalokon, épületek vagy sziklák árnyékában.